# Capparis nobilis
Capparis nobilis là một loài thực vật có hoa trong họ Capparaceae. Loài này được (Endl.) F.Muell. ex Benth. mô tả khoa học đầu tiên năm 1863.